# QUALIER
QUALIER（クオリィア）は、栃木県を中心に茨城県・東京都で事業展開している学習塾である。株式会社アカデミーが運営する。創業者は河内宏之。

## 概要
1976年、宇都宮市中戸祭において「杉の子学習塾」の名称で開業した個人経営の学習塾が発祥である。この学習塾は1980年に「株式会社杉の子学習塾」の名で法人として設立される。翌1981年には社名を「株式会社総合教育スギノコ・アカデミー」に改称している。
1980年代には栃木県内の各都市へ学習塾事業を拡大するほか、宇都宮市内に幼稚園を設立している。なお、この幼稚園は正規の1条学校である。
1996年には社名を「株式会社アカデミー」に改称している。同時期に、宇都宮高校と宇都宮女子高校への進学志望者を専門に取り扱う校舎として「進学塾ACADEMY」を設置する。
2003年頃から従来の校舎を「進学塾QUALIER」に改称した上で、栃木県内で事業拡大を続けるほか、2007年には茨城県結城市に、2009年にはつくば市に進出している。ただし、先述した宇都宮高校・宇都宮女子高校向け専門校は改称せずに引き続き「進学塾ACADEMY」を称している。
この教育事業により、「未来を切り拓く上質な人づくり」を社是とし、「世界に貢献する人づくり」を標榜している。
この一環としてCSR活動にも力を入れ、カンボジアに小学校2校、ネパールに小学校1校を建設。
地元の栃木では県の少年サッカー「クオリィア杯」の主催し、全国中高女子アイスホッケー大会の後援も行う。
創業者の河内宏之は、新宗教「幸福の科学」に1990年から2006年まで在籍し、2009年5月には「幸福実現党」栃木県本部代表に就任して国政選挙に出馬した経験があるなど、幸福の科学と関係が深い。